# Anna Burg
Anna Burg, eigentlich Lucie Beetschen-Meyer (* 2. Juni 1875 in Aarburg; † 25. Oktober 1950 ebenda), war eine Schweizer Schriftstellerin und Lyrikerin.

## Leben und Werk
Für ihre schriftstellerische Arbeit wählte Lucie Beetschen-Meyer das Pseudonym «Anna Burg» im Anklang an das heimatliche Städtchen.
Anna Burg war die jüngste Tochter des Hemdfabrikanten Emil Meyer und der Maria, geborene Grossmann. Diese war eine Enkelin des Aarburger Baumwollfabrikanten Rudolf Grossmann. Als Emil Meyer starb, führte seine Ehefrau bis zu ihrem Ableben 1914 das Unternehmen weiter. Anna Burg wurde von ihrer Mutter in Musik und Literatur unterwiesen. Zudem förderte ihr Musiklehrer Heinrich Kunz ihre musikalische Begabung als Geigerin. Ihr Welschlandjahr verbrachte sie in der Pension Jeanrenaud in Neuenburg.
Anna Burgs Gedichte und kleine Skizzen erschienen in den Basler Nachrichten. Dadurch lernte sie auch den Journalisten und Dichter Alfred Beetschen (1864–1924) kennen. Das Paar heiratete 1895. Beruflich bedingt, lebte sie mit ihrem Ehemann in Berlin, Chemnitz und München. Als ihre beiden gemeinsamen Söhne in das schulpflichtige Alter kamen, kehrte Anna Burg nach Aarburg zurück. Der Sohn Bruno Beetschen (1897–1989) war später als Anwalt und Politiker tätig. 
In Aarburg besorgte Anna Burg die Buchhaltung der elterlichen Hemdfabrik. Als ihre zwei älteren Schwestern erkrankten, übernahm sie zusammen mit ihrer Nichte, der Arztgattin Martha Hinnen-Scheurmann, für über zwei Jahrzehnte die Krankenpflege. Als Bibliothekarin führte Anna Burg 36 Jahre lang und bis zu ihrem Tod die Stadtbibliothek. Zudem war sie Mitglied der Bibliothekskommission. 
Zahlreiche ihrer lyrischen Verse wurden von Walter Müller von Kulm vertont und von Emilie Welti gesungen, so die 23 Lieder aus dem 1949 erschienenen Bändchen Siebzigmal Siebenmal. Anna Burg veröffentlichte zudem zahlreiche Erzählungen für junge Mädchen in den Deutschen Jahrbüchern. So auch Kränzchen und junge Mädchen. Auch verfasste sie Skizzen, Artikel, Novellen und Gedichte für die Zeitschriften Die Schweiz, Die Garbe und Die Ernte.  
Sie war mit der aus Aarburg stammenden Schriftstellerin und Übersetzerin Martha Niggli (1889–1975) befreundet. Anna Burg gründete mit anderen Autoren den Schweizerischen Schriftsteller-Verein.

## Werke (Auswahl)
- 1918: Ferner Feuers Widerschein
- 1929: Was Buben tun und leiden (vier Erzählungen, illustriert von Charles Welti)
- 1922: Das Gras verdorrt
- 1934: Der Mann mit der eisernen Maske
- 1934: Der heimliche Garten